# Skwirce
Skwirce (biał. Сквірцы; ros. Сквирцы) – wieś na Białorusi, w obwodzie witebskim, w rejonie miorskim, w sielsowiecie Jazno.

## Historia
W czasach zaborów w powiecie dzisieńskim, w guberni wileńskiej Imperium Rosyjskiego.
W latach 1921–1945 wieś leżała w Polsce, w województwie wileńskim, w powiecie dziśnieńskim, w gminie Czerniewicze, a od 1929 w gminie Jazno.
Według Powszechnego Spisu Ludności z 1921 roku zamieszkiwało tu 146 osób, 9 było wyznania rzymskokatolickiego, a 137 prawosławnego. Jednocześnie 1 mieszkaniec zadeklarował polską, a 145 białoruską przynależność narodową. Były tu 23 budynki mieszkalne. W 1931 w 31 domach zamieszkiwało 175 osób.
Wierni należeli do parafii rzymskokatolickiej i prawosławnej w Czerniewiczach. Miejscowość podlegała pod Sąd Grodzki w Dziśnie i Okręgowy w Wilnie; właściwy urząd pocztowy mieścił się w m. Jazno.